# Stanisław Moniuszko: Cantatas (Milda / Nijoła)
Stanisław Moniuszko: Cantatas (Milda / Nijoła) – dwupłytowy album z kantatami Stanisława Moniuszki w wykonaniu Chóru Opery i Filharmonii Podlaskiej, Orkiestry Filharmonii Poznańskiej pod batutą Łukasza Borowicza i solistów jak: Wioletta Chodowicz, Maria Jaskulska-Chrenowicz, Ewa Wolak, Sylwester Smulczyński, Robert Gierlach, Szymon Kobyliński. Obie kantaty „Milda” i „Nijoła” odnoszą się do litewskich motywów mitologicznych. Album został wydany 18 października 2019 przez DUX Recording Producers (nr kat. DUX 1640/DUX 1641). Nominacja do Fryderyka 2020 w kategorii Album Roku Muzyka Oratoryjna i Operowa.

## Lista utworów

### CD1
«Milda» kantata mitologiczna litewska na głosy solowe, chór mieszany i orkiestrę (1848), słowa: Józef Ignacy Kraszewski.
1. INTRADA[4:04]
2. Opowiadanie / Narrative [3:16]
3. Chór wiejski / Country Choir [2:32]
4. Modlitwa / Prayer [3:33]
5. Opowiadanie / Narrative [2:43]
6. Pieśń Romojsa / Romojs’ Song [3:15]
7. Opowiadanie / Narrative [2:39]
8. Duet [6:32]
9. Opowiadanie / Narrative [2:22]
10. Aria Jutrzenki / Aurora’s Aria [3:21]
11. Opowiadanie / Narrative [3:02]
12. Cavatina [3:20]
13. Klątwa Perkuna / Perun’s Curse [2:29]
14. Epilog / Epilogue [5:03]

### CD2
«Nijoła» kantata na głosy solowe, chór mieszany i orkiestrę (1852). Libretto inspirowane „Witoloraudą” Józefa Ignacego Kraszewskiego.
1. CZĘŚĆ I. Noc / Night [7:37]
2. CZĘŚĆ II. Opowiadanie / Narrative [2:21]
3. CZĘŚĆ III. Pieśń / Song [4:07]
4. CZĘŚĆ IV. Recitativo [1:34]
5. CZĘŚĆ V. (Moderato) [5:00]
6. CZĘŚĆ VI. Wróżba / The Prophecy [1:37]
7. CZĘŚĆ VII. (Allegro alla breve) [3:49]
8. CZĘŚĆ VIII. Opowiadanie / Narrative [5:07]

## Wykonawcy
- Łukasz Borowicz /dyrygent/
- Orkiestra Filharmonii Poznańskiej
- Wioletta Chodowicz /sopran/
- Chór Opery i Filharmonii Podlaskiej w Białymstoku
- Szymon Kobyliński /bas/
- Robert Gierlach /baryton/
- Maria Jaskulska-Chrenowicz /sopran/
- Ewa Wolak /mezzosopran/
- Sylwester Smulczyński /tenor/